# 加布丽埃莱·韦茨科
加布丽埃莱·韦茨科（德語：Gabriele Wetzko，1954年8月24日—），德国女子游泳运动员，主攻自由泳。她曾代表东德参加1968年和1972年夏季奥林匹克运动会游泳比赛，获得三枚银牌。